# Route nationale 533
Die N533 war von 1933 bis 1973 eine französische Nationalstraße, die zwischen Saint-Agrève und Valence verlief. Ihre Länge betrug 60 Kilometer. Die Rhônebrücke war schon seit 1884 in Status einer Nationalstraße. Sie wurde als zweiter Seitenast der N7 geführt. 1978 wurde sie bis auf diese Rhônebrücke abgestuft, und zusammen mit der N533A eine neue N533 gebildet:
- N 533 Valence – Guilherand-Granges
- N 533A Guilherand-Granges – N86

Diese wurde 2006 abgestuft.

## N533a
Die N533A war von 1933 bis 1973 ein Seitenast der N533, der von dieser in Guilherand-Granges abzweigte und südwestlich zur N86 führte. Ihre Länge betrug 2,5 Kilometer. 1978 wurde sie von der N533 übernommen.